# Peter Bernstein
Peter Andrew Bernstein (nacido el 3 de septiembre de 1967) es un guitarrista de jazz estadounidense.

## Biografía

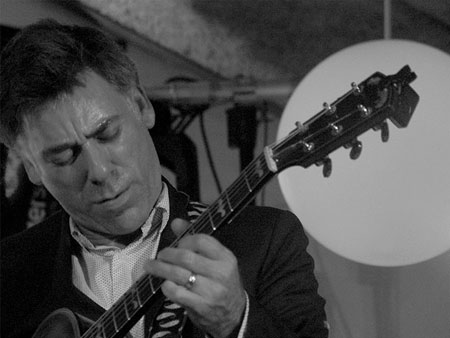
Peter Bernstein con el trío de órgano de Martin Schack en 2011

Nació en la ciudad de Nueva York el 3 de septiembre de 1967, Comenzó a tocar el piano cuando tenía ocho años, pero cambió a la guitarra cuando tenía trece años, aprendiendo el instrumento principalmente de oído. Estudió jazz en la Universidad de Rutgers con Ted Dunbar y Kenny Barron.
Mientras estudiaba en la New School de la ciudad de Nueva York, conoció al guitarrista Jim Hall, quien le ofreció un trabajo actuando en el JVC Jazz Festival en 1990. Luego apareció en álbumes con Jesse Davis, Lou Donaldson, Larry Goldings, Michael Hashim, Geoff Keezer y Melvin Rhyne. Lanzó su primer álbum como líder con el pianista Brad Mehldau.  También ha trabajado con Jimmy Cobb, Tom Harrell, Diana Krall, Lee Konitz, Eric Alexander, Joshua Redman, el Dr. Lonnie Smith y Walt Weiskopf.
En 2008, pasó a formar parte de Blue Note 7, un septeto formado ese año en honor al 70 aniversario de Blue Note Records. El grupo grabó el álbum Mosaic.
A lo largo de su carrera ha tocado con el Dr. Lonnie Smith, Nicholas Payton, Lee Konitz, Tom Harrell, Eric Alexander, Chuck Deardorf, Matt Jorgensen, Bill Stewart, Larry Goldings, Dario Chiazzolino, Gilad Hekselman y muchos otros.
Toca casi exclusivamente una guitarra archtop Zeidler. La guitarra se fabricó en 1981.

## Discografía

### Como líder
- Somethin's Burnin' (Criss Cross, 1994)
- Signs of Life (Criss Cross, 1995)
- Brain Dance (Criss Cross, 1996)
- April in New York (Jardis, 1998)
- Earth Tones con Larry Goldings, Bill Stewart (Criss Cross, 1998)
- We Remember Tal con Gene Bertoncini, Mundell Lowe, Jack Wilkins (J-Curve, 1999)
- Consenting Adults con M.T.B. (Criss Cross, 2000)
- Stranger in Paradise (Venus, 2003)
- Heart's Content (Criss Cross, 2003)
- Guitars Alone con Satoshi Inoue (What'sNew, 2003)
- You'll See con the Anniversary Quartet (Cellar Live, 2005)
- In Orbit con Planet Jazz (Sharp Nine, 2006)
- Monk (Xanadu, 2008)
- Peter Bernstein Quartet: Live at Smalls (SmallsLIVE, 2008)
- Live at Smalls con Planet Jazz (Off Minor, 2010)
- Live at Smalls con Larry Goldings, Bill Stewart (SmallsLIVE, 2011)
- Dialogues con Joachim Schoenecker (2012)
- Live at Cory Weeds' Cellar Jazz Club con the Tilden Webb Trio (Cellar Live, 2013)
- Solo Guitar Live at Smalls (SmallsLIVE, 2013)
- Ramshackle Serenade con Larry Goldings, Bill Stewart (Pirouet, 2014)
- Inspired con Rale Micic, John Abercrombie, Lage Lund (ArtistShare, 2016)
- Humanity con the Humanity Quartet (Cellar Live, 2016)
- Let Loose (Smoke Sessions, 2016)
- Signs Live! (Smoke Sessions, 2017)
- Toy Tunes con Larry Goldings, Bill Stewart (Pirouet, 2018)
- What Comes Next (Smoke Sessions, 2020)
- Perpetual Pendulum con Larry Goldings and Bill Stewart (Smoke Sessions, 2022)

### Como acompañante
con Eric Alexander
- Tell It Like It Is (Criss Cross, 1994)
- Full Range (Criss Cross, 1995)
- Aztec Blues (Criss Cross, 1997)
- Alexander the Great (HighNote, 2000)

con Jimmy Cobb
- Only for the Pure of Heart (Fable, 1998)
- Cobb's Groove (Milestone, 2003)
- The Original Mob (Smoke Sessions, 2014)
- This I Dig of You (Smoke Sessions, 2019)

con Lou Donaldson
- Play the Right Thing (Milestone, 1991)
- Birdseed (Milestone, 1992)
- Caracas (Milestone, 1994)
- Sentimental Journey  (Columbia, 1995)

con Larry Goldings
- Intimacy of the Blues (Minor Music, 1991)
- Light Blue (Minor Music, 1992)
- Caminhos Cruzados (Novus, 1994)
- Whatever It Takes (Warner Bros., 1995)
- Big Stuff (Warner Bros., 1996)
- Moonbird (Palmetto, 1999)
- As One (Palmetto, 2000)
- Sweet Science (Palmetto, 2002)
- Long Story Short (Sticky Mack, 2007)

con Mike LeDonne
- Waltz for an Urbanite (Criss Cross, 1996)
- Smokin' Out Loud (Savant, 2004)
- On Fire (Savant, 2007)
- The Groover (Savant, 2009)
- I Love Music (Savant, 2014)
- AwwlRIGHT! (Savant, 2015)
- That Feelin (Savant, 2016)
- From the Heart (Savant, 2018)

con Melvin Rhyne
- The Legend (Criss Cross, 1992)
- Boss Organ (Criss Cross, 1994)
- Stick to the Kick (Criss Cross, 1995)
- Mel's Spell (Criss Cross, 1996)
- Kojo (Criss Cross, 1997)
- Classmasters (Criss Cross, 1999)
- Tomorrow Yesterday Today (Criss Cross, 2003)

con Lonnie Smith
- Too Damn Hot (Palmetto, 2004)
- Jungle Soul (Palmetto, 2006)
- Rise Up! (Palmetto, 2008)
- The Art of Organizing (Criss Cross, 2009)

con Grant Stewart
- More Urban Tones (Criss Cross, 1996)
- Shadow of Your Smile (Birds, 2007)
- Around the Corner (Sharp Nine, 2010)

con Sam Yahel
- Searchin (Naxos, 1997)
- In the Blink of an Eye (Naxos, 1999)
- Trio (Criss Cross, 1999)

con others
- Harry Allen, Christmas in Swingtime (BMG, 2001) – recorded in 2000
- Ehud Asherie, Organic (Posi-Tone, 2010)
- Teodross Avery, My Generation (Impulse!, 1996)
- Pat Bianchi, In the Moment (Savant, 2018)
- Bob Belden, When Doves Cry (Metro Blue, 1994)
- Ralph Bowen, Soul Proprietor (Criss Cross, 2001)
- Ralph Bowen, Five (Criss Cross, 2008)
- Bubba Brooks, Smooth Sailing (TCB, 1997)
- LaVerne Butler, Day Dreamin (Chesky, 1994)
- Igor Butman, Sheherazade's Tales (Butman Music 2011)
- Ron Carter, In Memory of Jim (Somethin' Else, 2014)
- Bill Charlap, I'm Old Fashioned (Venus, 2010)
- George Coleman, A Master Speaks (Smoke Sessions, 2016)
- Jesse Davis, As We Speak (Concord Jazz, 1992)
- Jesse Davis, Young at Art (Concord Jazz, 1993)
- Steve Davis, Vibe Up! (Criss Cross, 1998)
- Steve Davis, Update (Criss Cross, 2006)
- Trudy Desmond, Make Me Rainbows (Koch, 1995)
- Klaus Doldinger, Back in New York Blind Date (WEA, 1999)
- Renee Fleming, Christmas in New York (Decca, 2014)
- Fleurine, Fire (Coast to Coast, 2002)
- Don Friedman, Waltz for Marilyn (Jazz Excursion, 2007)
- Don Friedman, Remembering Attila Zoller (Edition Longplay, 2016)
- Jon Gordon, The Things We Need (Double-Time, 1999)
- Wycliffe Gordon, Dig This! (Criss Cross, 2002)
- Jim Hall, Jim Hall and Friends Live at Town Hall Vol. 1 (Musicmasters, 1991)
- Jim Hall, Jim Hall and Friends Live at Town Hall Vol. 2 (Musicmasters, 1991)
- Bill Heid, Wylie Avenue (Doodlin' 2009)
- Ian Hendrickson-Smith, Still Smokin (Sharp Nine, 2004)
- Bobby Hutcherson, Somewhere in the Night (Kind of Blue 2012)
- Etta Jones, Sings Lady Day (HighNote, 2001)
- Geoffrey Keezer, Other Spheres (DIW, 1993)
- Nancy Kelly, B That Way (BlueBay, 2014)
- Ryan Kisor, Battle Cry (Criss Cross, 1998)
- Ryan Kisor, Donna Lee (Videoarts, 2004)
- Lee Konitz, Parallels (Chesky, 2001)
- Doug Lawrence, High Heel Sneakers (Fable/Lightyear 1998)
- Brian Lynch, At the Main Event (Criss Cross, 1993)
- Harold Mabern, Afro Blue (Smoke Sessions, 2015)
- Kevin Mahogany, Kevin Mahogany (Warner Bros., 1996)
- Jane Monheit, The Lovers, The Dreamers and Me (Concord 2008)
- David "Fathead" Newman, Life (HighNote, 2007)
- David "Fathead" Newman, The Blessing (HighNote, 2009)
- Ben Paterson, For Once in My Life (Origin, 2015)
- Nicholas Payton, Dear Louis (Verve, 2001)
- Alvin Queen, I Ain't Looking at You (Enja, 2006)
- Alvin Queen, Mighty Long Way (Enja, 2009)
- Joshua Redman, Freedom in the Groove (Warner Bros., 1996)
- Joshua Redman, Momentum (Nonesuch, 2005)
- Sonny Rollins, Road Shows Vol. 3 (Doxy/Okeh 2014)
- Sonny Rollins, Road Shows Vol. 4: Holding the Stage (Doxy/Okeh 2016)
- Jorge Rossy, Stay There (Pirouet, 2016)
- Jim Rotondi, New Vistas (Criss Cross, 2004)
- Anton Schwartz, Radiant Blue (Anton Jazz, 2006)
- Seatbelts, Cowboy Bebop: Vitaminless (Victor, 1998)
- Janis Siegel, Friday Night Special (Telarc, 2003)
- Gary Smulyan, Mike LeDonne, Kenny Washington, Smul's Paradise (Capri, 2012)
- Wendy Waldman, Wendy Waldman (Warner Bros., 1975)
- Walt Weiskopf, A World Away (Criss Cross, 1995)
- Paula West, Come What May (Hi Horse, 2001)
- Ken Fowser, Resolution (WJ3, 2023)